# 비콜 국제공항

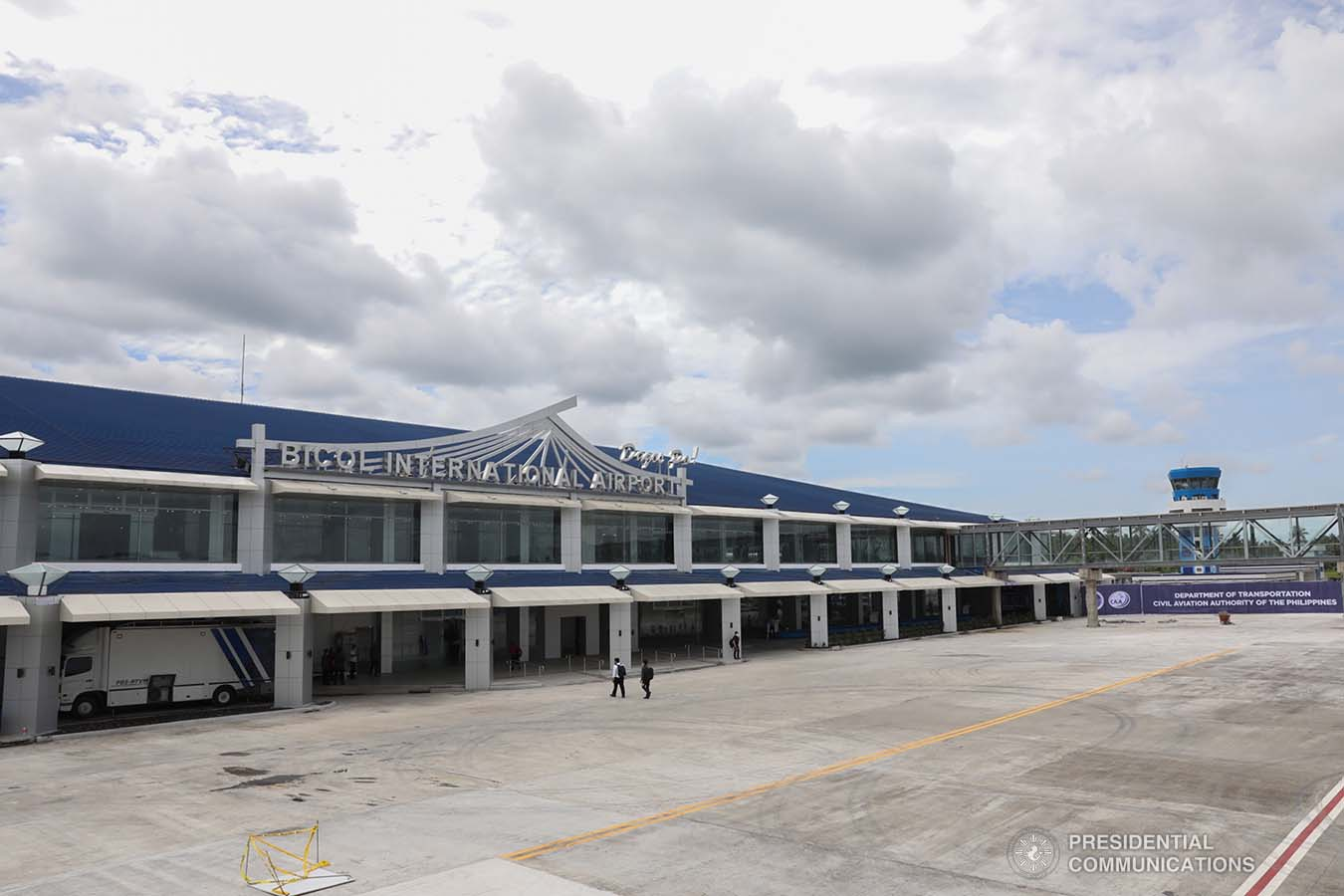

비콜 국제공항(Bicol International Airport, 필리핀어: Paliparang Pandaigdig ng Bikol, 비콜어: Pankinàban na Palayogan kan Bikol)은 알바이주의 주도 레가스피를 관할하는, 현재 건설 중인 국제공항이다. 이 공항은 다라가(Daraga) 주변에 위치함에도 불구하고 구 레가스피 공항의 IATA와 ICAO 코드를 보유할 예정이다.
비콜 국제공항은 2006년 초부터 계획되었다. 화산으로부터 불과 2~3킬로미터 떨어진 구 레가스피 공항을 대체할 예정이다.

## 같이 보기
- 레가스피 공항